# Обстріл Південноукраїнської АЕС
Обстріл Південноукраїнської АЕС — подія російського вторгнення в Україну, що відбулася 19 вересня 2022 року.

## Передумови
Південноукраїнська АЕС разом з Ташлицькою ГАЕС і Олександрівською ГЕС та каскадом водосховищ на річці Південний Буг є частиною Південноукраїнського енергетичного комплексу, що генерує близько 3 млн МВт. Комплекс забезпечує електроенергією Миколаївську, Одеську, Херсонські області.
Під час російського вторгнення в Україну, після захоплення Запорізької АЕС, у березні 2022 року російські війська спробували захопити Південноукраїнську АЕС. Проте українським військовим вдалося відбити атаку, а згодом СБУ затримала трьох російських військових, які входили до угруповання, що спробувало захопити атомну станцію.
16 квітня 2022 року над майданчиком Південноукраїнської АЕС пролетіли три крилаті ракети, випущені, ймовірно, з території Білорусі в напрямку Миколаєва. «Енергоатом» назвав цю подію «ядерним тероризмом РФ».
Зранку 5 червня 2022 року, близько 5:30, російська крилата ракета, схожа на ракету типу «Калібр», низько пролетіла над Південноукраїнською АЕС. «Енергоатом» заявив, що ймовірно, ця ракета була випущена в бік Києва, де того дня пролунали вибухи.
11 вересня 2022 року російські війська здійснили ракетний обстріл Вознесенська Миколаївської області. В «Енергоатомі» припустили, що ціллю могла бути Південноукраїнська АЕС, що розташована за 30 км від Вознесенська.

## Перебіг подій
19 вересня 2022 року, о 00:20 російські війська здійснили ракетний обстріл промислової зони Південноукраїнської атомної електростанції. Оперативне командування «Південь» заявило, що обстріл, імовірно, здійснено ракетою «Іскандер». Як повідомили у «Енергоатомі», російська ракета вибухнула за 300 метрів від ядерного реактора, де утворилася вирва діаметром 4 м та глибиною 2 м.

## Наслідки
«Енергоатом» повідомив, що внаслідок потужного вибуху було пошкоджено будівлю АЕС, розбито понад 100 вікон, відключився один із гідроагрегатів Олександрівської ГЕС, яка входить до складу Південноукраїнського енергокомплексу, та три високовольтні лінії електропередачі.

## Реакції
В «Енергоатомі» обстріли Південноукраїнської АЕС назвали «актами ядерного тероризму рашистів», які «загрожують усьому світові».
Президент України Володимир Зеленський заявив, що Росія наражає на небезпеку весь світ:
|                                          | Окупанти знову захотіли постріляти, але забули, що таке атомна станція. Росія наражає на небезпеку весь світ. Маємо зупинити її, поки не пізно. |
| — Володимир Зеленський, 19 вересня 2022, | |

Глава Офісу Президента України Андрій Єрмак назвав обстріл АЕС «ядерним шантажем від терористів, яких досі не визнали терористами».
У Вашингтон пост відзначили, що ракетний удар був завданий після погроз президента Росії Володимира Путіна щодо можливого посилення атак на українську інфраструктуру після того, як російські війська зазнали «принизливих невдач на полі бою».
Міністр закордонних справ та європейської інтеграції Молдови Ніколає Попеску заявив, що триваючі атаки російських військ на ядерні об'єкти ставлять під загрозу всіх у регіоні:
|                                     | Я рішуче засуджую удар по Південноукраїнській атомній електростанції на півдні Миколаївської області, що всього за 200 км від кордону з Молдовою. |
| — Ніколає Попеску, 19 вересня 2022, | |